# Johnnie Tolan
Johnnie Tolan est un pilote automobile américain né le 22 octobre 1918 à Victor (Colorado) et décédé d'un cancer le 2 juin 1986 à Redondo Beach. Il s'est notamment engagé à sept reprises aux 500 miles d'Indianapolis entre 1951 et 1959 pour seulement 3 départ et une seule arrivée, en 1958.

## Résultats aux 500 miles d'Indianapolis
| Édition | Voiture             | Moteur      | Équipe                      | Résultat      |
| ------- | ------------------- | ----------- | --------------------------- | ------------- |
| 1951    | Kurtis Kraft 2000   | Offenhauser | Peter Wales Trucking        | Non-qualifié  |
| 1953    | Kurtis Kraft 500A   | Chrysler    | Chrysler/Wolcott            | Non-qualifié  |
| 1954    | Kurtis Kraft 500A   | Offenhauser | Hoosier Racing Team         | Non-qualifié  |
| 1956    | Kurtis Kraft 500C   | Offenhauser | Trio Brass Foundry/Anderson | 21e (Abandon) |
| 1957    | Kuzma Indy Roadster | Offenhauser | Greenman-Casale             | 20e (Abandon) |
| 1958    | Kuzma Indy Roadster | Offenhauser | Greenman-Casale             | 13e           |
| 1959    | Lesovsky            | Offenhauser | H.A. Chapman                | Non-qualifié  |